# Andrzej Rybiński (album)
Andrzej Rybiński – debiutancki solowy album studyjny Andrzeja Rybińskiego, wydany w 1986 roku.

## Lista utworów

### Płyta CD
1. „Nie liczę godzin i lat” – (3:17)
2. „Znajdę cię” – (3:04)
3. „Życie na miarę” – (3:00)
4. „Gołębie serce” – (2:30)
5. „Jestem nietutejszy” – (3:30)
6. „Za każdą cenę” – (4:00)
7. „Pocieszanka” – (3:30)
8. „Mogłaś Małgoś” – (3:05)
9. „Bez słów na wiatr” – (3:15)
10. „Życie z klocków Lego” – (3:05)
11. „Pytania do księżyca” – (3:30)
12. „Wolny Paweł” – (3:55)
13. „To nie byłem ja” – (3:10)

### Kaseta
| Strona A 1. „Nie liczę godzin i lat” – (3:17) 2. „Znajdę cię” – (3:04) 3. „Życie na miarę” – (3:00) 4. „Gołębie serce” – (2:30) 5. „Jestem nietutejszy” – (3:30) 6. „Za każdą cenę” – (4:00) 7. „Pocieszanka” – (3:30) | Strona B 1. „Mogłaś Małgoś” – (3:05) 2. „Bez słów na wiatr” – (3:15) 3. „Życie z klocków Lego” – (3:05) 4. „Pytania do księżyca” – (3:30) 5. „Wolny Paweł” – (3:55) 6. „To nie byłem ja” – (3:10) |